# کاش اینجا بودی (فیلم ۲۰۱۲)
کاش اینجا بودی (انگلیسی: Wish You Were Here) فیلمی استرالیایی است که در سال ۲۰۱۲ منتشر شد. از بازیگران آن می‌توان به آنتونی استار، جوئل اجرتون و ترزا پالمر اشاره کرد.

## موضوع فیلم
دیو فلانری(جوئل اجرتون) برخلاف میلش با همسر باردارش که آلیس نام دارد به کامبوج رفته‌است. خواهر کوچکتر آلیس و دوست پسرش در این سفر همراه آنها هستند. بعد از یک پارتی شبانه دوست پسر خواهر آلیس بدون هیچ ردی ناپدید می‌شود…

## جوایز
- نامزد بهترین فیلم از نگاه هیئت داوران- جشنواره فیلم ساندنس
- برنده جوایز بهترین طراحی و میکس صدا- انجمن صدای سینمای استرالیا
- برنده جوایز بهترین فیلم، فیلمنامه، بهترین بازیگر نقش اصلی مرد، بهترین بازیگر نقش مکمل مرد و بهترین ادیت- جشنواره حلقه منتقدان فیلم استرالیا